# تروي شو
تروي شو (بالإنجليزية: Troy Shaw)‏ هو لاعب سنوكر بريطاني، ولد في 6 أكتوبر 1969 في إنجلترا في المملكة المتحدة.

## روابط خارجية
- تروي شو على موقع CueTracker.net (الإنجليزية)